# Berkélium(III)-klorid
A berkélium(III)-klorid egy aktinoida vegyület. Képlete BkCl3, benne a berkélium oxidációs száma +3.

## Tulajdonságai
Zöld, kristályos anyag. Hexagonális kristályrendszerben kristályosodik, tércsoport P63/m, rácsállandók a = 738,2 ± 0,2 pm és c = 412,7 ± 0,3 pm. Elemi cellája két atomot tartalmaz. Kristályszerkezete izotipikus az urán(III)-kloriddal (UCl3). A berkéliumatomok körül kilenc klóratom van.
A hexahidrátjának (BkCl3·6 H2O) monoklin kristályszerkezete van, a = 966 pm, b = 654 pm,  c = 797 pm, β = 93° 46'. Tércsoport P2/n.

## Fordítás
Ez a szócikk részben vagy egészben  a   Berkelium(III)-chlorid című német Wikipédia-szócikk fordításán alapul.  Az eredeti cikk szerkesztőit annak laptörténete sorolja fel. Ez a jelzés csupán a megfogalmazás eredetét és a szerzői jogokat jelzi, nem szolgál a cikkben szereplő információk forrásmegjelöléseként.